# Liste der Bodendenkmale in Tensbüttel-Röst
In der Liste der Bodendenkmale in Tensbüttel-Röst sind die Bodendenkmale der Gemeinde Tensbüttel-Röst nach dem Stand der Bodendenkmalliste des Archäologischen Landesamts Schleswig-Holstein von 2016 aufgelistet.
| Denkmal-ID           | Befundart           | Bezeichnung                                | Zeitstellung                            | Lage | Bemerkungen | Bild |
| -------------------- | ------------------- | ------------------------------------------ | --------------------------------------- | ---- | ----------- | ---- |
| aKD-ALSH-Nr. 000 434 | Grabmal > Grabhügel | Grabhügel „Königshügel“                    | Vor- und/oder Frühgeschichte            |      |             |      |
| aKD-ALSH-Nr. 000 435 | Grabmal > Grabhügel | Grabhügel                                  | Vor- und/oder Frühgeschichte            |      |             |      |
| aKD-ALSH-Nr. 000 436 | Grabmal > Grabhügel | Grabhügel                                  | Vor- und/oder Frühgeschichte            |      |             |      |
| aKD-ALSH-Nr. 000 437 | Befestigung > Wall  | Landwehr/Wall/Schanze/Panzergraben         | Frühgeschichte, Neuzeit, Zeitgeschichte |      |             |      |
| aKD-ALSH-Nr. 000 438 | Grabmal > Grabhügel | Grabhügel                                  | Vor- und/oder Frühgeschichte            |      |             |      |
| aKD-ALSH-Nr. 000 439 | Grabmal > Grabhügel | Grabhügel                                  | Vor- und/oder Frühgeschichte            |      |             |      |
| aKD-ALSH-Nr. 000 440 | Grabmal > Grabhügel | Grabhügel                                  | Vor- und/oder Frühgeschichte            |      |             |      |
| aKD-ALSH-Nr. 000 441 | Grabmal > Grabhügel | Grabhügel                                  | Vor- und/oder Frühgeschichte            |      |             |      |
| aKD-ALSH-Nr. 000 442 | Grabmal > Grabhügel | Grabhügel                                  | Vor- und/oder Frühgeschichte            |      |             |      |
| aKD-ALSH-Nr. 000 443 | Grabmal > Grabhügel | Grabhügel                                  | Vor- und/oder Frühgeschichte            |      |             |      |
| aKD-ALSH-Nr. 000 444 | Grabmal > Grabhügel | Grabhügel                                  | Vor- und/oder Frühgeschichte            |      |             |      |
| aKD-ALSH-Nr. 000 445 | Grabmal > Grabhügel | Grabhügel                                  | Vor- und/oder Frühgeschichte            |      |             |      |
| aKD-ALSH-Nr. 000 446 | Grabmal > Grabhügel | Grabhügel                                  | Vor- und/oder Frühgeschichte            |      |             |      |
| aKD-ALSH-Nr. 000 447 | Grabmal > Grabhügel | Grabhügel                                  | Vor- und/oder Frühgeschichte            |      |             |      |
| aKD-ALSH-Nr. 000 448 | Grabmal > Grabhügel | Grabhügel                                  | Vor- und/oder Frühgeschichte            |      |             |      |
| aKD-ALSH-Nr. 000 449 | Grabmal > Grabhügel | Grabhügel                                  | Vor- und/oder Frühgeschichte            |      |             |      |
| aKD-ALSH-Nr. 000 450 | Befestigung > Burg  | Burg/Motte/Ringwall/Turmhügel „Marienburg“ | Mittelalter                             |      |             |      |
| aKD-ALSH-Nr. 000 451 | Grabmal > Grabhügel | Grabhügel                                  | Vor- und/oder Frühgeschichte            |      |             |      |
| aKD-ALSH-Nr. 000 452 | Grabmal > Grabhügel | Grabhügel                                  | Vor- und/oder Frühgeschichte            |      |             |      |
| aKD-ALSH-Nr. 000 453 | Grabmal > Grabhügel | Grabhügel                                  | Vor- und/oder Frühgeschichte            |      |             |      |